# New Knoxville
New Knoxville – wieś w Stanach Zjednoczonych, w stanie Ohio, w hrabstwie Auglaize.